# Сейсмічність Криму
Крим — належить до сейсмонебезпечних регіонів. Кримсько-Чорноморська сейсмоактивна зона огинає Кримський півострів з півдня. 

## Загальна характеристика

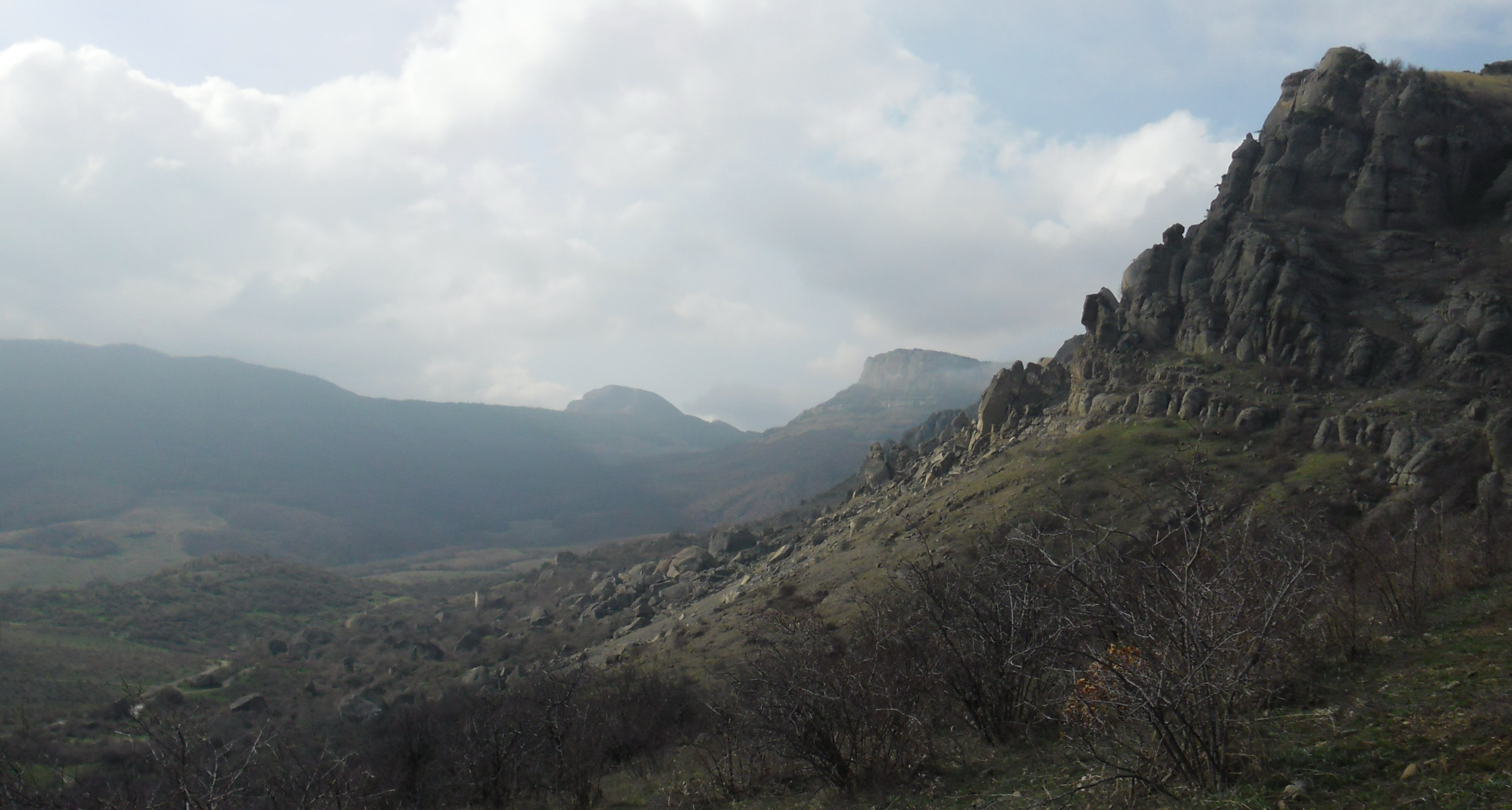
Сліди обвалу від землетрусу 1927 р. на горі Демереджі, Світлина 2012 р.

Вогнища сильних корових землетрусів виникають в даній місцевості на глибинах 20-40 км та 10-12 км на відстані 25-40 км від узбережжя (в основному між Алуштою і Форосом) з інтенсивністю 8-9 балів за шкалою Ріхтера. За останні два століття тут зареєстровано майже 200 землетрусів від 4,0 до 7,0 балів. 

## Сейсмічна історія
Південно-Азовська сейсмоактивна зона виділена недавно. У 1987 році було зафіксовано кілька помірних та сильно помірних (за шкалою інтенсивності МSK-64) землетрусів інтенсивністю 5-6 балів (за шкалою Ріхтера). Крім того, за палеосейсмотектонічними та археологічними даними встановлено сліди давніх землетрусів інтенсивністю до 9 балів (за шкалою Ріхтера) з періодичністю близько одного разу на 1000 років. У платформній частині України виділено ряд потенційно сейсмотектонічних зон з інтенсивністю 4,0-5,5 балів (за шкалою Ріхтера).
За інженерно-сейсмічними оцінками, приріст сейсмічності на півдні України перевищує 1,5 балів (за шкалою Ріхтера), і у зв'язку з цим було визначено, що в окремих районах 30-50 % забудови не відповідає сучасному рівню сейсмічного та інженерного ризику. Таким чином, велика територія південно-західної і південної частини України належить до сейсмічно небезпечної. Ця обставина повинна постійно враховуватися при обґрунтуванні розміщення нового будівництва.
Землетруси в Криму можуть викликати й інші, достатньо небезпечні явища, наприклад, сповзання прибережного масиву Гірського Криму. Особливо у весняну пору, коли потенційна зона сповзання насичена водою і навіть невеликі тектонічні поштовхи можуть активізувати процес сповзання гірської маси берегової зони в море. Сліди таких процесів прослідковуються в морфології берегової лінії (Ластівчине гніздо являє собою небезпечне у цьому відношенні місце, а берег від Ялти до Гурзуфа – приклад масиву, який вже сповз у море). Такі процеси згідно з археологічними даними повторюються в Криму кожні 500 років.

## Землетруси минулих століть
З IV ст. до н. е., в Криму відбулося 77 сильних землетрусів інтенсивністю 8-9 балів. Безпосередньо за останнє століття, на території Кримського півострова зафіксовано понад 30 землетрусів. Так, катастрофічний Кримський землетрус 1927 року мав інтенсивність — 8 балів. Чергова сейсмічна активність очікується на початку нинішнього XXI ст..

## Землетруси XXІ століття

### 2011
29 листопада стався відчутний (за шкалою інтенсивності МSK-64) землетрус з епіцентром у Чорному морі, магнітуда складала 3,8 балів (за шкалою Ріхтера).

### 2015
У 2015 році було зафіксовано 500 слабких підземних поштовхів, епіцентри яких, у більшості випадків, знаходилися в акваторії Чорного моря.

### 2016
13 травня стався відчутний (за шкалою інтенсивності МSK-64) землетрус з епіцентром у Чорному морі на відстані 10 км від Алушти і магнітудою в епіцентрі 3,0 балів (за шкалою Ріхтера). Жертв і руйнувань — немає.

### 2023
22 червня, о 05:42 (за київським часом), у Чорному морі, неподалік тимчасово окупованого м. Севастополя стався сильно відчутний (за шкалою інтенсивності МSK-64) землетрус магнітудою 4,7 балів (за шкалою Ріхтера). Згідно з повідомленням Європейсько-Середземноморського сейсмологічного центру, епіцентр землетрусу знаходився за 51 км від Балаклави та за 59 км від Севастополя. Гіпоцентр землетрусу перебував на глибині майже 10 км.

### 2025
12 січня, о 16:49:11 (за київським часом), Головним центром спеціального контролю ДКАУ в східній частині Чорного моря поблизу півострова Крим зареєстровано сильно відчутний (за шкалою інтенсивності МSK-64) землетрус магнітудою 4,4 балів (за шкалою Ріхтера).
19 січня поблизу тимчасово окупованого міста Ялти зареєстровано два ледве відчутні (за шкалою інтенсивності МSK-64) землетруси магнітудою 2,8 та 2,0 балів (за шкалою Ріхтера).
20 січня в тимчасово окупованому місті Ялті зареєстровано ледве відчутний (за шкалою інтенсивності МSK-64) землетрус магнітудою 2,3 балів (за шкалою Ріхтера).
26 квітня на південному березі Криму сталося чотири невідчутних (за шкалою інтенсивності МSK-64) землетрусів: один – у морі, а три – за 6 км від Ялти в районі водоспаду Учан-Су. Йдеться про чотири землетруси магнітудою від 1,5 до 2,0 балів (за шкалою Ріхтера), які зафіксовано о 07:00, 10:00, 10:27 і 10:37 (за київським часом) відповідно.